# Образцово (Ярославская область)
Образцово — деревня в Ярославском районе Ярославской области. Входит в состав Туношенского сельского поселения.

## География
Находится в восточной части Ярославской области на расстоянии приблизительно 9 км на юг-юго-восток по прямой от станции Ярославль.

## История
В 1859 году здесь (деревня Ярославского уезда Ярославской губернии) было учтено 12 дворов, в 1898 — 15.

## Население
Численность населения: 73 человека (1859 год), 17 (русские 100 %) в 2002 году, 8 в 2010.